# Giải bóng rổ nhà nghề Đông Nam Á
Giải bóng rổ nhà nghề Đông Nam Á (tiếng Anh: ASEAN Basketball League), thường được viết tắt là ABL, là một giải bóng rổ chuyên nghiệp nam ở Đông Nam Á. Sáu câu lạc bộ đến từ sáu quốc gia của Hiệp hội các quốc gia Đông Nam Á (ASEAN) tham dự mùa giải đầu tiên năm 2009. Giải đấu được đề xuất ở Kuala Lumpur, Malaysia và chính thức khởi tranh vào ngày 1 tháng 10 năm 2009. và AirAsia Philippine Patriots là câu lạc bộ đầu tiên đăng quang tại mùa giải năm 2009-10.

Biểu trưng của mùa giải đầu tiên với nhà tài trợ General Electric.

## Lịch sử

### Hình thành
Các quan chức bóng rổ tới từ 6 quốc gia ASEAN đã gặp mặt tại Metro Manila vào ngày 1 tháng 9 năm 2009 để chính thức giới thiệu một giải đấu mới. 
Các đội tham dự mùa giải đầu tiên bao gồm Brunei Barracudas, Kuala Lumpur Dragons, Philippine Patriots, SM BritAma, Thailand Tigers và cựu thành viên của giải National Basketball League, Singapore Slingers. Giống như Euroleague ở phương Tây, ABL có những quy định riêng về đăng ký cầu thủ và mức lương trần. Các đội được phép đăng ký 2 cầu thủ không phải công dân ASEAN, 3 cầu thủ ASEAN, 1 cầu thủ có bố hoặc mẹ người Đông Nam Á, và 7 cầu thủ nội. Các đội có thể cho ra sân toàn các cầu thủ nội nếu muốn.
Tháng 7, 2012, Kuhan Foo, CEO kể từ mùa giải đầu tiên của ABL, chuyển sang lãnh đạo công ty mẹ của ABL. Thay thế cho ông là Anthony Macri khi ABL bước vào Mùa 4, vào đầu năm 2013.
Giải đấu cũng đưa ra những thay đổi lớn vào tháng 11 năm 2012 khi biểu trưng mới của ABL logo được đưa vào sử dụng trong mùa 2013. Biểu trưng mới là một chiếc khiên với màu chủ đạo là cam và đỏ.

### Thể thức

Biểu trưng được sử dụng trong mùa 2 và 3 với nhà tài trợ AirAsia.

## Các đội
| Đội                             | Thành phố / Khu vực   | Nhà thi đấu (sức chứa)                                                                       | Thành lập | Gia nhập ABL | HLV trưởng            |
| ------------------------------- | --------------------- | -------------------------------------------------------------------------------------------- | --------- | ------------ | --------------------- |
| Hi-Tech Bangkok City            | Bangkok               | Nhà thi đấu Thái-Nhật, Bangkok (5,000) Nhà thi đấu Hi-Tech, Bangkok (500)                    | 2009      | 2009         | Jing Ruiz             |
| Câu lạc bộ bóng rổ Mono Vampire | Bangkok               | Nhà thi đấu Mono Vampire, Bangkok (1,000) Nhà thi đấu Đại học Chulalongkorn, Bangkok (2,000) | 2014      | 2015         | Prasert Siripojanakun |
| Alab Pilipinas                  | San Juan City         | Nhà thi đấu San Juan (2,000)                                                                 | 2015      | 2015         | Jack Santiago         |
| Saigon Heat                     | Thành phố Hồ Chí Minh | Nhà thi đấu CIS, Thành phố Hồ Chí Minh (2,500)                                               | 2011      | 2012         | Matt Van Pelt         |
| Singapore Slingers              | Singapore             | Nhà thi đấu OCBC, Kallang (3,000)                                                            | 2006      | 2009         | Neo Beng Siang        |
| Westports Malaysia Dragons      | Kuala Lumpur          | Nhà thi đấu MABA, Kuala Lumpur (2,500)                                                       | 2009      | 2009         | Ariel Vanguardia      |
| Hong Kong Eastern               | Hong Kong             |                                                                                              |           |              |                       |

### Các đội cũ
- AirAsia Philippine Patriots (2009–2012)
- Bangkok Cobras (2012)
- Brunei Barracudas (2009–2011)
- Indonesia Warriors (2009–2014)
- Laskar Dreya South Sumatra (2014)
- Racal Motors (2015 - rút lui trước mùa giải)
- San Miguel Beermen (2012–2013)

## Vô địch
Các trận chung kết thi đấu theo thể thức best-of-5 (2–2–1) vào các năm 2010 và 2013, best-of-3 (1–1–1) trong năm 2011-12.
| Mùa giải | Chung kết | Chung kết                     | Chung kết | Chung kết | Chung kết                   | Bán kết  | Bán kết                     | Bán kết  | Bán kết                      |
| Mùa giải | Quốc gia  | Vô địch                       | Kết quả   | Quốc gia  | Á quân                      | Quốc gia | Bán kết                     | Quốc gia | Bán kết                      |
| -------- | --------- | ----------------------------- | --------- | --------- | --------------------------- | -------- | --------------------------- | -------- | ---------------------------- |
| 2009–10  | PHI       | Philippine Patriots^          | 3–0       | INA       | Satria Muda BritAma         | SIN      | Singapore Slingers          | MAS      | Kuala Lumpur Dragons         |
| 2010–11  | THA       | Chang Thailand Slammers^      | 2–0       | PHI       | AirAsia Philippine Patriots | MAS      | Westports KL Dragons        | SIN      | Singapore Slingers           |
| 2012     | INA       | Indonesia Warriors            | 2–1       | PHI       | San Miguel Beermen^         | PHI      | AirAsia Philippine Patriots | MAS      | Westports Malaysia Dragons   |
| 2013     | PHI       | San Miguel Beermen^           | 3–0       | INA       | Indonesia Warriors          | MAS      | Westports Malaysia Dragons  | THA      | Sports Rev Thailand Slammers |
| 2014     | THA       | Hi-Tech Bangkok City          | 2–0       | MAS       | Westports Malaysia Dragons^ | SIN      | Singapore Slingers          | VIE      | Saigon Heat                  |
| 2015–16  | MAS       | Westports Malaysia Dragons^   | 3-2       | SIN       | Singapore Slingers          | THA      | Hi-Tech Bangkok City        | VIE      | Saigon Heat                  |
| 2016-17  | HKG       | Hong Kong Eastern Long Lions^ | 3-1       | SIN       | Singapore Slingers          | PHI      | Alab Pilipinas              | VIE      | Saigon Heat                  |

- ^ kết thúc mùa giải với thành tích thắng-thua tốt nhất.

## Giải thưởng
| Mùa giả | Cầu thủ xuất sắc nhất / Cầu thủ nội xuất sắc nhất | Cầu thủ xuất sắc nhất / Cầu thủ nội xuất sắc nhất | Cầu thủ xuất sắc nhất / Cầu thủ nội xuất sắc nhất | Cầu thủ ngoại xuất sắc nhất | Cầu thủ ngoại xuất sắc nhất   | Cầu thủ ngoại xuất sắc nhất  | Cầu thủ ngoại xuất sắc nhất |
| Mùa giả | Quốc tịch                                         | Cầu thủ                                           | Đội                                               | Quốc tịch                   | Cầu thủ                       | Đội                          |                             |
| ------- | ------------------------------------------------- | ------------------------------------------------- | ------------------------------------------------- | --------------------------- | ----------------------------- | ---------------------------- | --------------------------- |
| 2009–10 | THA                                               | Attaporn Lertmalaiporn                            | Thailand Tigers                                   | Hoa Kỳ                      | Jason Dixon                   | Chang Thailand Slammers      |                             |
| 2010–11 | INA                                               | Mario Wuysang                                     | SM BritAma                                        | Hoa Kỳ                      | Nakiea Miller                 | Westports KL Dragons         |                             |
| 2012    | PHI                                               | Leo Avenido                                       | San Miguel Beermen                                | Hoa Kỳ                      | Anthony Johnson               | AirAsia Philippine Patriots  |                             |
| 2013    | PHI                                               | Asi Taulava                                       | San Miguel Beermen                                | Hoa Kỳ                      | Chris Charles                 | Sports Rev Thailand Slammers |                             |
| 2014    | SIN                                               | Wei Long Wong                                     | Singapore Slingers                                | Hoa Kỳ                      | Chris Charles                 | Hi-Tech Bangkok City         |                             |
| 2015–16 | SIN                                               | Wei Long Wong                                     | Singapore Slingers                                | Hoa Kỳ · CAN                | Reggie Johnson Matthew Wright | Westports Malaysia Dragons   |                             |
| 2016–17 | PHI                                               | Bobby Ray Parks                                   | Alab Pilipinas                                    |                             |                               |                              |                             |

### Chung kết
| \| Mùa giải \| Cầu thủ \| Quốc gia \| Đội bóng \| \| -------- \| ---------------------- \| ------------------------ \| ---------------------------- \| \| 2009–10 \| Warren Ybañez \| Philippines \| Philippine Patriots \| \| 2010-11 \| Attaporn Lertmalaiporn \| Thái Lan \| Chang Thailand Slammers \| \| 2012 \| Evan Brock \| Hoa Kỳ \| Indonesia Warriors \| \| 2013 \| Chris Banchero \| Philippines · Hoa Kỳ · Ý \| San Miguel Beermen \| \| 2014 \| Jerick Cañada \| Philippines \| Hi-Tech Bangkok City \| \| 2015–16 \| Jason Brickman \| Philippines · Hoa Kỳ \| Westports Malaysia Dragons \| \| 2016–17 \| Marcus Elliott \| Hoa Kỳ \| Hong Kong Eastern Long Lions \| |                        |                          |                              |
| Mùa giải | Cầu thủ                | Quốc gia                 | Đội bóng                     |
| 2009–10 | Warren Ybañez          | Philippines              | Philippine Patriots          |
| 2010-11 | Attaporn Lertmalaiporn | Thái Lan                 | Chang Thailand Slammers      |
| 2012 | Evan Brock             | Hoa Kỳ                   | Indonesia Warriors           |
| 2013 | Chris Banchero         | Philippines · Hoa Kỳ · Ý | San Miguel Beermen           |
| 2014 | Jerick Cañada          | Philippines              | Hi-Tech Bangkok City         |
| 2015–16 | Jason Brickman         | Philippines · Hoa Kỳ     | Westports Malaysia Dragons   |
| 2016–17 | Marcus Elliott         | Hoa Kỳ                   | Hong Kong Eastern Long Lions |

### Cầu thủ phòng thủ của năm
| Mùa giải | Cầu thủ           | Quốc gia | Đội Bóng                     |
| -------- | ----------------- | -------- | ---------------------------- |
| 2012     | Steven Thomas     | Hoa Kỳ   | Indonesia Warriors           |
| 2013     | Christien Charles | Hoa Kỳ   | Sports Rev Thailand Slammers |
| 2014     | Justin Williams   | Hoa Kỳ   | Saigon Heat                  |
| 2015–16  | Christien Charles | Hoa Kỳ   | Hi-Tech Bangkok City         |
| 2016–17  | Justin Howard     | Hoa Kỳ   | Singapore Slingers           |

### Huấn luyện viên của năm
| Mùa giải | Huấn luyện viên  | Quốc tịch   | ĐỘi bóng                   |
| -------- | ---------------- | ----------- | -------------------------- |
| 2012     | Todd Purves      | Hoa Kỳ      | Indonesia Warriors         |
| 2013     | Leo Austria      | Philippines | San Miguel Beermen         |
| 2014     | Ariel Vanguardia | Philippines | Westports Malaysia Dragons |
| 2015–16  | Neo Beng Siang   | Singapore   | Singapore Slingers         |
| 2016–17  | Edu Torres       | Tây Ban Nha | Eastern Long Lions         |

## Bảng xếp hạng tổng
| Đội                         | Số mùa | Trận | Thắng | Thua | Tỉ lệ thắng |
| --------------------------- | ------ | ---- | ----- | ---- | ----------- |
| San Miguel Beermen*         | 2      | 56   | 45    | 11   | 80%         |
| Philippine Patriots*        | 3      | 62   | 43    | 19   | 69%         |
| Indonesia Warriors*         | 5      | 110  | 60    | 50   | 55%         |
| Westports Malaysia Dragons  | 5      | 107  | 56    | 51   | 52%         |
| Hi-Tech Bangkok City        | 5      | 106  | 50    | 56   | 47%         |
| Singapore Slingers          | 5      | 101  | 47    | 54   | 47%         |
| Brunei Barracudas*          | 2      | 30   | 10    | 20   | 33%         |
| Saigon Heat                 | 3      | 65   | 21    | 44   | 32%         |
| Bangkok Cobras*             | 1      | 21   | 6     | 15   | 29%         |
| Laskar Dreya South Sumatra* | 1      | 20   | 1     | 19   | 5%          |

*đội đã giải thể